# ムアンノーンカーイ郡
座標: 北緯17度52分48秒 東経102度44分30秒 / 北緯17.88000度 東経102.74167度
ムアンノーンカーイ郡（ムアンノーンカーイぐん）は、タイ東北部にある郡（アムプー）で、ノーンカーイ県の県庁所在地（ムアン）である。

## 名称
ノーンとは池、カーイとははき出すと言う意味である。なお、日本語表記にはノンカイ、ノーンカイ、ノンカーイなど大きく揺れがある。

## 歴史
アヌウォンの反乱の後、ナンクラオ王によって、1827年、ヴィエンチャンの監視を目的に作られた。
郡となってからはミーチャイ郡と呼ばれていたが、1938年、ムアンノーンカーイ郡と改称した。

## 地理
市内はメコン川に面し対岸はラオスのヴィエンチャンである。毎年のオークパンサー（出安居）の10月頃にはメコン川から火の玉が飛び出す怪奇現象が見られる。これは地元や観光客からはナーガの火の玉（バンファイパヤーナーク: บั้งไฟพญานาค）と呼ばれており、名物となっている。この火の玉の正体は多くの地理学者らが調査しているが、未だ人為的な物なのか、自然現象なのかさえ解明されていない。正体はともあれ、この火の玉を見物しに毎年多くの観光客が訪れる。

## 経済
ラオスとの国境地帯にあり、タイ＝ラオス友好橋をはさんだメコン川対岸はラオスの首都ヴィエンチャンである。ラオスへ向かう観光客にとってはラオスへの玄関口であり、小規模な個人間の交易なども行われる国境の町として栄えており、ヴィエンチャンの人口と経済力を上回る。

## 行政区分
市内は16のタムボンに分かれ、その下位に181の村（ムーバーン）を有する。テーサバーン（自治体）があり以下の様になっている。
- テーサバーンムアン・ノーンカーイ・・・タムボン・ナイムアン、タムボン・ミーチャイの全体およびタムボン・ポーチャイ、タムボン・クワンワン、タムボン・ハートカム、タムボン・ノーンコームコ、タムボン・ムアンミーそれぞれの一部
- テーサバーンタムボン・ノーンソーンホン・・・タムボン・カーイボックワーンの一部
- テーサバーンタムボン・ウィエンクック・・・タムボン・ウィエンクックの一部

また市内には14のタムボン行政体が設置されている。以下は、市内のタムボンの一覧である。
1. タムボン・ナイムアン・・・ตำบลในเมือง
2. タムボン・ミーチャイ・・・ตำบลมีชัย
3. タムボン・ポーチャイ・・・ตำบลโพธิ์ชัย
4. タムボン・クワンワン・・・ตำบลกวนวัน
5. タムボン・ウィエンクック・・・ตำบลเวียงคุก
6. タムボン・ワットタート・・・ตำบลวัดธาตุ
7. タムボン・ハートカム・・・ตำบลหาดคำ
8. タムボン・ヒンゴーム・・・ตำบลหินโงม
9. タムボン・バーンドゥア・・・ตำบลบ้านเดื่อ
10. タムボン・カーイボックワーン・・・ตำบลค่ายบกหวาน
11. タムボン・ソーンホン・・・ตำบลสองห้อง
12. タムボン・プラタートバンプワン・・・ตำบลพระธาตุบังพวน
13. タムボン・ノーンコームコ・・・ตำบลหนองกอมเกาะ
14. タムボン・パコー・・・ตำบลปะโค
15. タムボン・ムアンミー・・・ตำบลเมืองหมี
16. タムボン・シーカーイ・・・ตำบลสีกาย